# حسين الفهيد
حسين الفهيد. هو رجل  أحسائي يُلقي الخطب والمحاضرات على  منابر في الأحساء والكويت والعراق وغيرها، وتُنقل كثير من خطبه ومحاضراته على بعض القنوات الفضائيَّة الدينيَّة وعلى الخصوص منها قناة الأوحد.

## إبعاده من الكويت
في السابع من نوڤمبر / تشرين الثاني 2013 أُبعد الفهيد من الأراضي الكويتيَّة، وصدر قرار بمنع دخوله إلى الكويت بعد اتهامه بالإساءة للصحابة وأمهات المؤمنين حيث كان يرتقي المنبر خطيباً في حسينية آل بوحمد بالكويت.